# نوط 14 رمضان 1963
من الاوسمة العسكرية العراقية  صدر هذا النوط بعد حركة 14 رمضان 1963 والتي أطاحت بحكم الفريق عبد الكريم قاسم في العراق ومنح للضباط والافراد المشاركين في هذه الحركة  ويكون النوط بشكل دائري باللون الأزرق مع العلم العراقي القديم 3 نجمات تحت وكتب علئ النوط 14 رمضان 